# Miltogramma bucharica
Miltogramma bucharica är en tvåvingeart som beskrevs av Yu. G. Verves 1982. Miltogramma bucharica ingår i släktet Miltogramma och familjen köttflugor.
Artens utbredningsområde är Uzbekistan. Inga underarter finns listade i Catalogue of Life.